# Pianezze
Pianezze ist eine italienische Gemeinde (comune) mit 2194 Einwohnern (Stand 31. Dezember 2023) in der Provinz Vicenza in Venetien. Die Gemeinde liegt etwa 32 Kilometer nordnordöstlich von Vicenza und etwa 9 Kilometer westsüdwestlich von Bassano del Grappa.

## Verkehr
Auf der östlichen Gemeindegrenze verläuft die frühere Strada Statale 248 Schiavonesca-Marosticana von Vicenza nach Susegana (Ortsteil Ponte della Priula).